# José Olarra
José Olarra (Bayona, Francia, 1896-Buenos Aires, Argentina, 19 de noviembre de 1948) fue un actor  de cine y teatro argentino.

## Biografía
Aunque nació en Francia, por ser hijo de español tenía la nacionalidad de su padre. Residió y trabajó desde niño en Argentina.

## Filmografía
Intervino como intérprete en las siguientes películas:
- Mirad los lirios del campo
- Historia del 900  (1949)
- La gran tentación  (1948)
- Siete para un secreto  (1947)
- La cumparsita  (1947)
- Estrellita  (1947)
- Inspiración  (1946)
- El capitán Pérez  (1946)
- Cuando en el cielo pasen lista  (1945)
- La cabalgata del circo  (1945)
- Cuando la primavera se equivoca  (1944)
- Se rematan ilusiones  (1944)
- Juvenilia  (1943)
- Oro en la mano  (1943)
- Tres hombres del río  (1943)
- Vacaciones en el otro mundo  (1942)
- El camino de las llamas  (1942)
- Locos de verano  (1942)
- Cuando canta el corazón  (1941)
- Yo quiero morir contigo  (1941)
- Héroes sin fama  (1940)
- De México llegó el amor  (1940)
- La que no perdonó  (1938) .... Don Félix
- Kilómetro 111  (1938)
- La chismosa  (1938)
- La casa de Quirós  (1937)
- El cóndor de los Andes (1916)[3][4]